# Ласло Паал
Ласло Паал (угор. Paál László 30 липня 1846 с. Зам (нині румунський жудець Хунедоара в регіоні Трансільванія) — 4 березня 1879, Шарантон-ле-Пон, Франція) — угорський художник-пейзажист і імпресіоніст. Представник барбізонської школи.

## Біографія
У 1864—1866 навчався живопису у Віденській академії образотворчих мистецтв, учень німецького художника Альберта Циммермана.
У 1869 вперше представив деякі зі своїх робіт на великій виставці в Мюнхені. У 1870 здійснив поїздку до Нідерландів, в тому ж році за рекомендацією близького друга і соратника угорського живописця Міхая Мункачі продовжив навчання в дюссельдорфській Академії.
З 1873 Ласло жив в колонії художників-барбізонців. Був постійним учасником Паризького Салону, на якому у 1873 отримав нагороду за картину «Захід».
З 1874 — член асоціації художників Дюссельдорфа.
Помер в 1879 році. За роки творчості написав близько 65 картин. Після смерті художника його полотна були продані на аукціоні в Парижі в 1880 році.

## Творчість
На думку фахівців і критиків, сприйняття і передача природи Паала сповнені напруженої пристрасності і темпераменту. Живописна манера художника настільки ж емоційна і активна, як у Мункачі. Колірні співвідношення драматичні і контрастні. Природа в його пейзажах пройнята вічною динамікою і мінливістю. Це відчуття безперервного руху природи художнику вдається втілити за допомогою темпераментної манери письма. Разом з тим в пейзажах Паала немає нічого від скороминущої хиткості імпресіоністичного сприйняття. При відчутті мінливості його природа матеріальна в своїй предметній визначеності, пластичній цілісності.

## Галерея

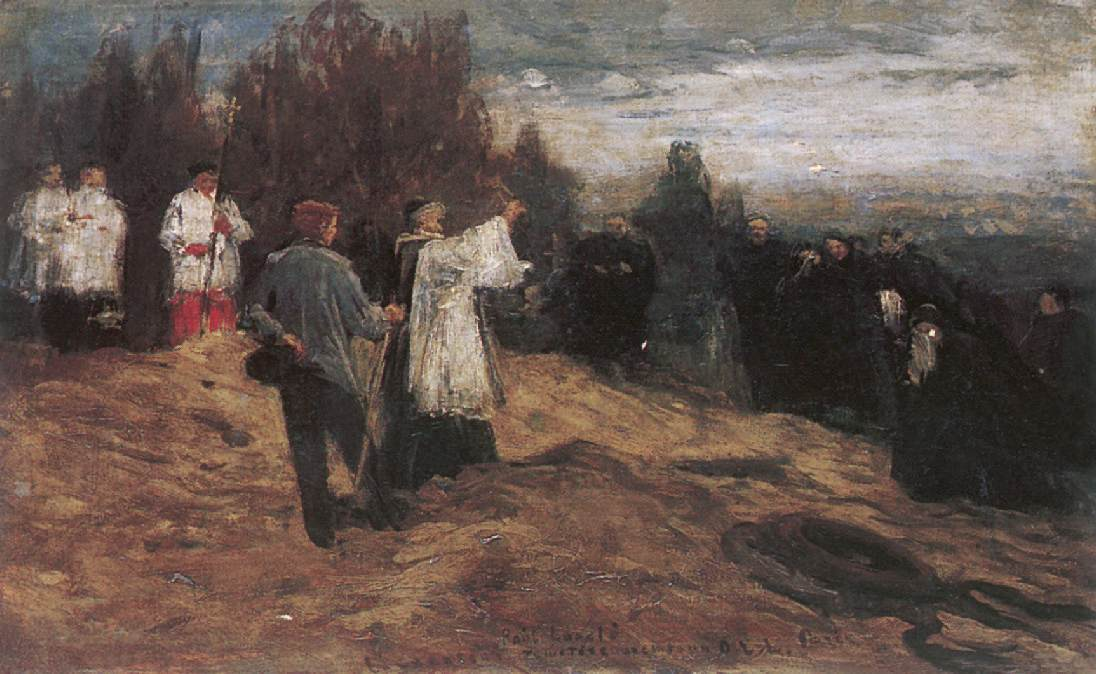
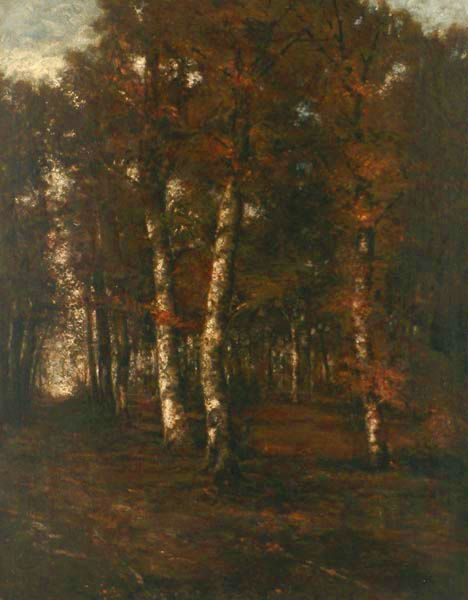
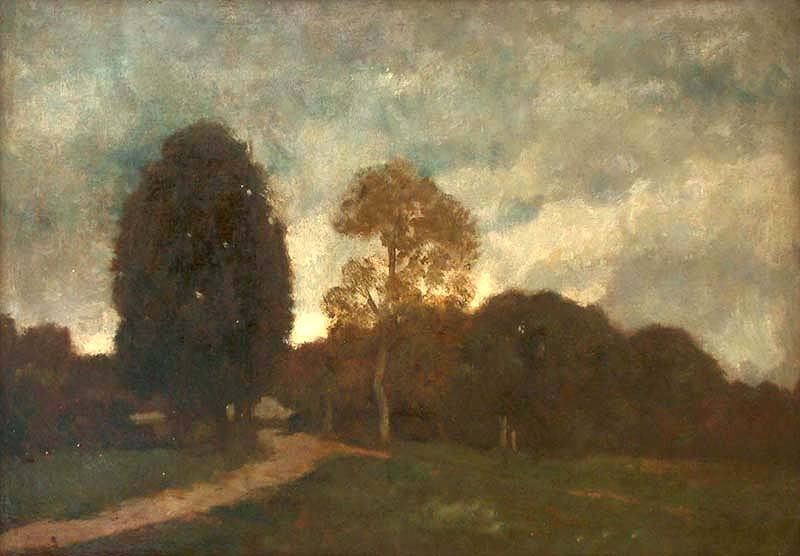
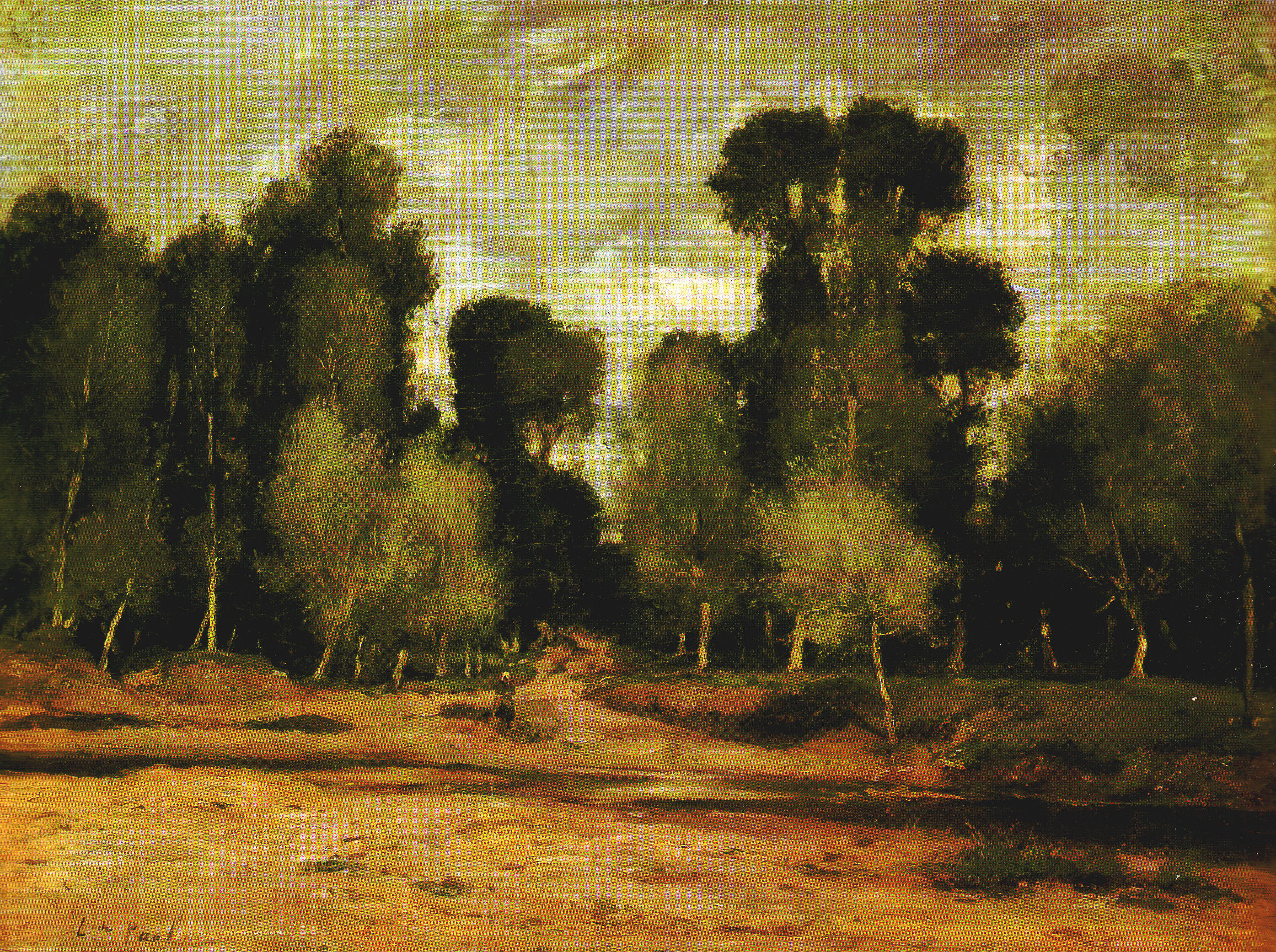
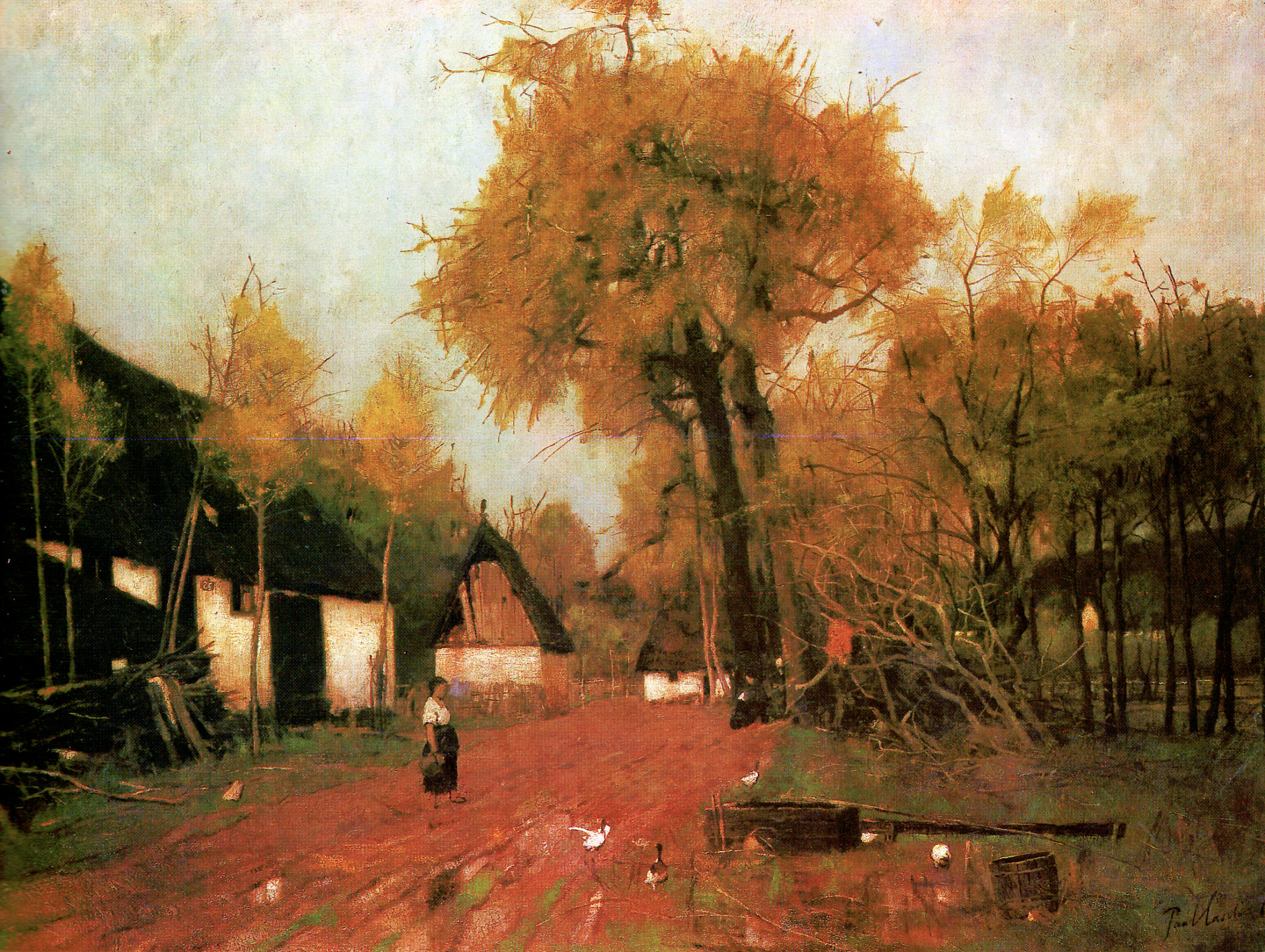